# HD 104878
HD 104878，又名CP-67 1896，SAO 251720、HR 4604，是一颗恒星，视星等为5.35，位于銀經298.62，銀緯-5.85，其B1900.0坐标为赤經11h 59m 29.2s，赤緯-67° -5.85′ 19″。